# WTA Challenger Montevideo
Der WTA Challenger Montevideo (offiziell: Montevideo Open) ist ein Tennisturnier der Kategorie WTA Challenger der WTA Challenger Series, das in Montevideo erstmals im November 2021 ausgetragen wurde.
Spielstätte für das Turnier ist der Carrasco Lawn Tennis Club.

## Siegerliste

### Einzel
| Jahr | Siegerin        | Finalgegnerin   | Ergebnis      |
| ---- | --------------- | --------------- | ------------- |
| 2021 | Diane Parry     | Panna Udvardy   | 6:3, 6:2      |
| 2022 | Diana Schneider | Léolia Jeanjean | 6:4, 6:4      |
| 2023 | Renata Zarazúa  | Diane Parry     | 7:5, 3:6, 6:4 |

### Doppel
| Jahr | Siegerinnen                          | Finalgegnerinnen                     | Ergebnis          |
| ---- | ------------------------------------ | ------------------------------------ | ----------------- |
| 2021 | Irina Bara Ekaterine Gorgodse        | Carolina Alves Marina Bassols Ribera | 6:4, 6:3          |
| 2022 | Ingrid Gamarra Martins Luisa Stefani | Quinn Gleason Elixane Lechemia       | 7:5, 66:7, [10:6] |
| 2023 | María Carlé Julia Riera              | Freya Christie Yuliana Lizarazo      | 7:65, 7:5         |